# گرشم (نبراسکا)
گرشم(به انگلیسی: Gresham) شهری در ایالت نبراسکا کشور ایالات متحده آمریکا است که جمعیت آن در سرشماری سال ۲۰۱۰ میلادی، ۲۲۳ نفر بوده‌است.